# Pierre Michel (juge)
Pour les articles homonymes, voir Michel et Pierre Michel.
Pierre Marie Michel, né le 2 juillet 1943 à Saint-Amans-Soult (Tarn) et mort assassiné le 21 octobre 1981 à Marseille (Bouches-du-Rhône), est un juge d'instruction français. Il est, après François Renaud en 1975, le deuxième juge assassiné en France depuis l'Occupation.

## Biographie

### Familles et études
Il est issu d'une famille de notaires et d'avocats de Metz. Son père Georges tient une étude de notaire mais, par indépendance, il refuse de rejoindre le cabinet d'avocat de son frère aîné, Bernard. Il a deux enfants. Son frère cadet est devenu magistrat et l'une de ses filles est devenue avocate.
En 1965, il est professeur de sciences naturelles dans un lycée à Jarny (Meurthe-et-Moselle) où il rencontre sa future femme, Jacqueline, professeur d'histoire-géographie. C'est pour suivre Jacqueline mutée à Marseille en 1973 qu'il se retrouve dans cette ville. Il est d'abord auditeur de justice, apprenant beaucoup auprès de René Saurel, le premier juge anti-drogue de la ville qui fait tomber la French Connection et qu'il remplacera par la suite.

### Débuts
Après avoir obtenu son doctorat en droit, il entame sa carrière en 1974 et est nommé juge d'instruction le 31 décembre 1974 à Marseille,, où il s'occupe d'abord d'affaires de mineurs, puis de stupéfiants (notamment les règlements de compte liés à la drogue comme la tuerie du Bar du Téléphone ou l'affaire du « pouf » de Calvi). En 1977, on lui demande de remplacer un collègue chargé du grand banditisme, mais cet intérim se prolonge et il hérite finalement du poste. Premier juge d'instruction au tribunal de grande instance de Marseille, nommé par la presse « le justicier » ou le « cow-boy », il secoue la police marseillaise qu'il ne juge pas assez motivée, réalisant lui-même certaines filatures.

### Quelques affaires traitées
Début 1975, alors que la juge d'instruction Ilda Di Marino est devenue juge du siège non spécialisée, il est chargé de reprendre son dossier d'instruction de Christian Ranucci, inculpé de l'enlèvement et du meurtre d'une fillette, de le clore et de le transmettre à la chambre d'accusation de la cour d'appel d'Aix-en-Provence. Il aurait confié à propos de cette affaire à son ami, le procureur adjoint Étienne Ceccaldi : « C'est un dossier de merde ! Mais il est coupable. » Voulant effectuer des actes supplémentaires afin de clarifier ce qu'il perçoit comme des zones d'ombre, il en aurait été empêché par ses supérieurs hiérarchiques et pressé par eux  de clore le dossier. Il qualifie même la procédure de « brouillon d'instruction ». Par la suite, il assiste à l'exécution de Ranucci (condamné à mort en mars 1976), le 28 juillet 1976.
Il a dans sa carrière instruit des dossiers contre le proxénétisme, le trafic d'armes ou les violences aux personnes. Mais il est surtout connu pour sa lutte acharnée contre le trafic de drogue dans Marseille, alors considérée comme la capitale mondiale de la drogue[réf. nécessaire]. Il a démantelé six laboratoires de transformation d'héroïne et a arrêté soixante-dix trafiquants en sept ans. Assisté des commissaires Gérard Girel et Lucien Aimé-Blanc, il est en première ligne dans le démantèlement des résurgences de la French Connection en utilisant des méthodes inédites pour l'époque, comme celle d'arrêter les compagnes des trafiquants de drogue.

## Assassinat

### Faits

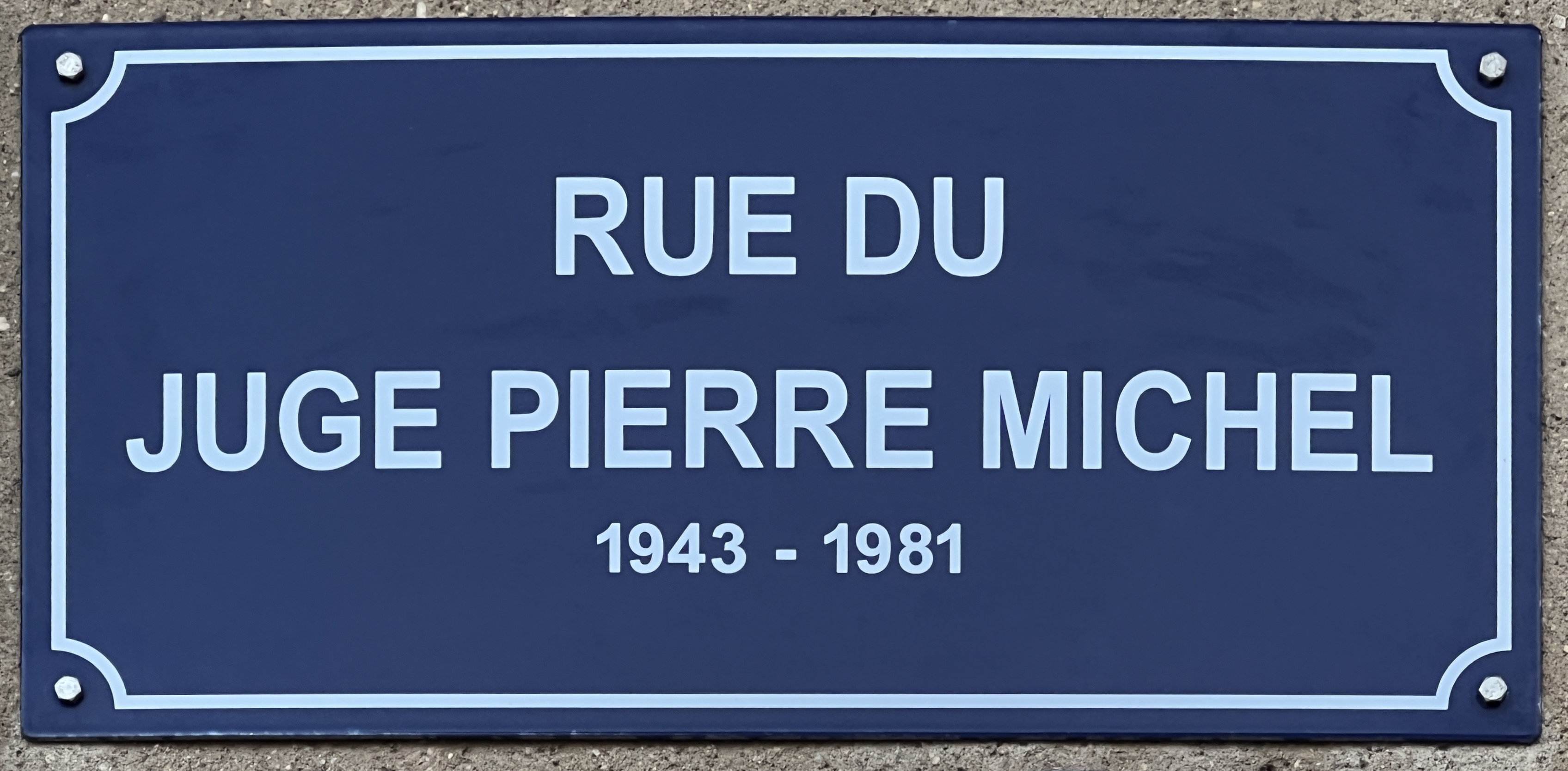
Rue juge Pierre Michel, à Metz.

Le 21 octobre 1981, à Marseille, le juge Michel rentre chez lui à moto, une Honda 125 Twin, pour déjeuner avec son épouse et ses deux filles. Il est suivi depuis son départ du palais de justice de Marseille par deux tueurs circulant sur une moto Honda CB 900 F Bol d'Or rouge. À 12 h 49, alors qu'il ralentit à une intersection sur le boulevard Michelet, il est abattu de trois balles de 9 mm Parabellum par le tireur assis sur l'arrière de la selle à la place passager de la moto. Une balle pénètre dans l'épaule, une autre dans le thorax, perforant le cœur et le poumon, une autre à la base du cou, sectionnant la moelle épinière. La mort est instantanée.

### Enquête

#### Premières pistes
Les investigations débutent immédiatement après la découverte du corps du juge Michel et donnent lieu à une très forte mobilisation des services de police. L'enquête est confiée au juge d'instruction de permanence Patrick Guérin et à la police judiciaire de Marseille.
La moto du crime, une Honda 900 Bol d'Or, est retrouvée, 48 heures après l'assassinat, sur le parking d'un immeuble de l'avenue Clot-Bey, près du parc Borély, grâce à un témoin qui relève en partie son numéro d'immatriculation. Elle a été volée un an auparavant, vraisemblablement par une équipe spécialisée dans le vol et le recel de motos. Une empreinte digitale retrouvée sur un autocollant apposé sur la calandre arrière permet de retrouver le propriétaire de la moto, Charles Giardina. La surveillance de ce mécanicien dans un garage permet de remonter à deux de ses relations, les truands Gilbert Ciaramaglia et Daniel Danti. Interpellés, les trois suspects sont remis en liberté faute d'éléments probants. Ce sont trois proches du parrain de Marseille Gaëtan Zampa, qui ne semble pas être directement impliqué dans l'affaire, même si de nombreuses personnes estiment que l'opération n'a pu avoir lieu sans qu'il en soit avisé.
Les investigations se poursuivent en se concentrant sur d'autres membres du milieu marseillais notamment ceux qui sont liés aux affaires de trafic de stupéfiants suivies par le juge Michel. Le juge Guérin effectue plusieurs recoupements qui le laissent penser qu'Homère Filippi, dit « le vieux » et proche de Zampa avait intérêt à voir le magistrat disparaître. Le juge Michel avait fait incarcérer Filippi dans les mois précédant son assassinat dans le cadre d'une affaire qui l'exposait à un procès pour trafic de stupéfiants en récidive. Les relations exécrables entre le juge Michel et François Girard, dit « le blond », un autre membre de la pègre, attirent également l'attention du magistrat d'autant que Filippi et Girard se sont côtoyés en prison.
Cependant, la Police judiciaire ne parvient pas à récolter plus d'éléments et l'enquête piétine dans un contexte de loi du silence. D'autres pistes sont étudiées en parallèle, comme celles des mafias italiennes Cosa nostra et la Camorra, sans plus de succès.
En 1982, le juge Guérin, en stage à Paris, échange avec des policiers de l'Office central pour la répression du trafic illicite des stupéfiants, dont le chef inspecteur Jean Marie Flori, et leur partage ses soupçons concernant Filippi et Girard. L'OCTRIS est déjà intervenu dans des dossiers où était impliqué François Girard et l'un de ses amis de jeunesse François Scapula avec qui il a grandi dans le quartier d'Endoume. Vers 1984, le juge Guérin rejoint le parquet de Marseille et le juge d'instruction François Badie reprend le dossier.

#### Rebondissement
À l'automne 1985, une enquête menée conjointement par la DEA, l'OCTRIS et leurs homologues suisses[pas clair] sur un trafic international d'héroïne mène à l'arrestation en Suisse de quatre membres du milieu marseillais : François Scapula, Charles Altiéri, Philippe Weisgrill et Jean Guy. Avec la complicité de deux Suisses, les quatre comparses avaient installé un laboratoire clandestin de transformation de la morphine base en héroïne dans un chalet aux Paccots. Une douzaine de kilos d'héroïne à destination des États-Unis est retrouvée, constituant une saisie record pour l'époque en Suisse ce qui mène la presse à attribuer à la bande le sobriquet de « Dodzet Connection » ou de « Fribourg Connection ».
Peu après leur interpellation, les membres du milieu sont interrogés en Suisse par deux inspecteurs de l'OCTRIS dont Jean Marie Flori. Après les avoir questionnés sur le trafic de stupéfiants, l'inspecteur Flori, qui se souvient du lien entre Scapula et Girard, évoque l'assassinat du juge Michel. À cette occasion, Weisgrill, qui a reconnu sa participation au trafic, semble indiquer que sa langue pourrait se délier sur cette affaire. Début 1986, Weisgrill livre finalement des aveux circonstanciés concernant l'assassinat du juge Michel. Il désigne le tueur comme étant François Checchi, sur une moto conduite par Charles Altiéri, et le commanditaire comme François Girard : « C'est François (Checchi) qui a charclé (tué) le juge (Michel) avec Lolo (Altieri) sur ordre du Blond (Girard) »,.
À la suite de ces révélations, le juge d'instruction François Badie émet une commission rogatoire internationale afin d'entendre les suspects. Le juge Badie, le juge Guérin et l'inspecteur Flori se rendent donc en Suisse pour retrouver André Piller, le juge suisse chargé de l'affaire, qui va procéder à l'interrogatoire des suspects. Scapula, qui rechigne à balancer son ami de jeunesse d'Endoume François Girard, exige de voir ses parents avant de parler. Le juge suisse organise donc la venue de ceux-ci dans la journée même. Puis, Scapula, mis sous pression par la peine de vingt ans de prison qu'il doit purger en France et le fait que Weisgrill a déjà lâché le morceau, décide à son tour de livrer des aveux. Il confirme avec précision l'essentiel des dires de Weisgrill. Interrogé en dernier, Altiéri nie en bloc.
François Checchi est interpellé et entendu en région parisienne par les inspecteurs de l'OCTRIS. Contre toute attente, il reconnaît avoir tiré sur le juge Michel mais explique qu'il croyait participer à un règlement de comptes entre voyous et qu'il ignorait donc qu'il s'agissait du juge Michel sur la mobylette. Il confirme également qu'Altiéri conduisait la moto mais dit ignorer qui sont les commanditaires. Checchi est inculpé et incarcéré tandis que Girard, déjà incarcéré dans le cadre d'autres affaires, est inculpé.
Le 9 mai 1986, le procureur de Marseille et André Piller annoncent dans une conférence de presse simultanée à Fribourg et à Marseille, l'identification des auteurs de l'assassinat du juge Michel.
La suite de l'enquête met en évidence que Scapula était informé de l'opération et qu'Altiéri était chargé du volet opérationnel de l'assassinat. Celui-ci avouera un peu plus tard au cours de l'année avant finalement de se rétracter.
Le procès pour le laboratoire clandestin de Suisse se tient en octobre 1987 devant le tribunal de la Sarine. Scapula, Altiéri et Weisgrill sont condamnés à 20 ans de prison. Alors qu'Altiéri est sur le point d'être extradé vers la France, il parvient à s'évader du pénitencier de Bochuz en novembre 1987.

### Procès
Trois procès d'assises se sont tenus dans cette affaire en tout.
En juin 1988, se tient le procès de François Checchi et de François Girard devant la cour d'assises des Bouches-du-Rhône. Altiéri et Filippi en cavale ne sont pas jugés. Au cours du procès Checchi réitére ses aveux mais Girard continue de nier. Les autorités suisses refusent de « prêter » Scapula le temps du procès mais Weisgrill qui purge sa peine en France témoigne. Checchi et Girard sont reconnus coupables et sont condamnés à la réclusion criminelle à perpétuité.
En avril 1991, Charles Altiéri et Homère Filippi sont jugés par contumace par la cour d'assises des Bouches-du-Rhône. Ils sont tous les deux reconnus coupables et sont condamnés à la réclusion criminelle à perpétuité pour leur participation à l'assassinat du juge Michel.
Début février 1993, Charles Altiéri, porteur d'un faux passeport, est arrêté à Chypre en provenance d'Asie grâce à l'aide d'Interpol. Altiéri est ensuite extradé en France. Il est rejugé par la cour d'assises des Bouches-du-Rhône en janvier 1994 et est de nouveau condamné à la réclusion criminelle à perpétuité .

### Suites judiciaires
Homère Filippi n'avait plus refait parler de lui depuis sa sortie de la prison des Baumettes en 1982 et il n'a jamais été retrouvé malgré le mandat d'arrêt international à son encontre. Il est possible qu'il ait bénéficié d'appuis politiques grâce à ses relations à la PJ et à la mairie de Marseille. Il est probablement décédé aujourd'hui car il avait une soixantaine d'années au moment des faits. Son fils, Didier Filippi a été condamné à 6 ans de prison en 2016 pour des faits de trafic de cocaïne avec l'un des enfants de Gaëtan Zampa.
En 2005, François Girard est libéré pour raison de santé car il souffre d'une pathologie cardiaque. L'une des filles du juge Michel partage la déception de la famille à la suite de cette libération : « Nous sommes révoltés et en colère. ». Néanmoins, Girard ne respecte pas son interdiction de séjour dans les Bouches-du-Rhône et reprend ses activités de trafiquant ce qui lui vaut d'être réincarcéré en 2009 et d'être condamné à 10 ans de prison supplémentaires. En 2017, Girard bénéficie d'une seconde libération conditionnelle pour raison de santé après avoir reconnu pour la première fois être impliqué dans l'assassinat du juge Michel.
En septembre 2014, François Checchi, âgé de 65 ans, sort de détention sous le régime de semi-liberté, pour une durée d'un an avant de bénéficier d'une libération conditionnelle. Début octobre 2014, c'est au tour de Charles Altiéri d'être placé en libération conditionnelle sous bracelet électronique.
À cette occasion, la famille du juge Michel exprime son « extrême indignation » et indique que « si les assassins réclament des aménagements de peines, la famille Michel subit quant à elle cette perte irréparable sans aménagement possible », insistant sur le fait que « sa tristesse est perpétuelle ».

### Postérité
Le juge Pierre Michel repose au cimetière de l'Est à Metz, dans le caveau familial.
La ville de Metz, dont sa famille est originaire (bien que lui-même soit né dans le Tarn), a honoré sa mémoire en donnant son nom à une rue située tout à côté du palais de justice. Une salle d'audience du palais de justice de Marseille porte aussi son nom. La promotion 1981-1982 de l'École nationale de la magistrature lui rend hommage en prenant le nom de « Juge Michel ».
Le film La French (2014), réalisé par Cédric Jimenez, raconte l'histoire de l'assassinat du juge Michel, qui est incarné par Jean Dujardin. L'image de « cowboy » qui lui est attribuée est toutefois jugée inexacte par plusieurs de ses proches,. Le film dépasse le million et demi d'entrées.